# Liste der Autorenbeteiligungen und Produktionen von Yanou
Diese Liste ist eine Übersicht über die Kompositionen und Produktionen des deutschen DJs, Komponisten und Musikproduzenten Yanou. Zu berücksichtigen sind, dass Hitmedleys, Remixe, Liveaufnahmen oder Neuaufnahmen des gleichen Interpreten nicht aufgeführt werden.

## #
| Jahr | Titel | Interpret | Funktion     |
| ---- | ----- | --------- | ------------ |
| 2012 | 1234  | Carlprit  | Co-Komponist |

## A
| Jahr | Titel                | Interpret              | Funktion                   |
| ---- | -------------------- | ---------------------- | -------------------------- |
| 2007 | A Girl Like You      | Yanou feat. Mark Daviz | Co-Produzent               |
| 2006 | A Never Ending Dream | Cascada                | Co-Produzent               |
| 2009 | After the Love       | R.I.O.                 | Co-Komponist, Co-Produzent |
| 2008 | Ain’t That Enough    | MYPD                   | Co-Komponist, Co-Produzent |
| 2003 | Alive (Yanou Remix)  | Da Buzz                | Co-Produzent               |
| 2003 | Amazing              | Dewi                   | Co-Produzent               |
| 2011 | Animal               | R.I.O. feat. U-Jean    | Co-Komponist, Co-Produzent |
| 2007 | Another Day          | Tune Up!               | Co-Komponist               |
| 2006 | Another You          | Cascada                | Co-Komponist, Produzent    |
| 2011 | Au revoir            | Cascada                | Co-Komponist, Co-Produzent |

## B
| Jahr | Titel             | Interpret                    | Funktion                   |
| ---- | ----------------- | ---------------------------- | -------------------------- |
| 2004 | Baby Boy          | Cascada                      | Co-Komponist, Co-Produzent |
| 2004 | Bad Boy           | Cascada                      | Co-Komponist               |
| 2007 | Because the Night | Cascada                      | Co-Produzent               |
| 2000 | Besame            | Andrés Ballinas              | Co-Produzent               |
| 2014 | Breakable         | Dave Darell feat. Rob Fowler | Co-Komponist               |
| 2009 | Breathless        | Cascada                      | Co-Komponist, Co-Produzent |
| 2009 | Brighter Day      | Yanou                        | Co-Komponist               |
| 2014 | Bring on the Sun  | Yanou                        | Co-Komponist               |

## C
| Jahr | Titel                  | Interpret                  | Funktion                   |
| ---- | ---------------------- | -------------------------- | -------------------------- |
| 2011 | Can You Feel It        | R.I.O.                     | Co-Komponist, Co-Produzent |
| 2006 | Can’t Stop the Rain    | Cascada                    | Co-Komponist, Co-Produzent |
| 2008 | Children of the Sun    | Yanou                      | Co-Komponist               |
| 2013 | Cinderella             | Manian feat. Maury         | Co-Komponist               |
| 2006 | Citybeat               | Pattern Mode               | Co-Komponist, Co-Produzent |
| 2007 | Colours of the Rainbow | Tune Up! vs. ItaloBrothers | Co-Produzent               |
| 2007 | Could It Be You?       | Cascada                    | Co-Komponist, Co-Produzent |
| 2010 | Counting Down The Days | ItaloBrothers              | Co-Produzent               |

## D
| Jahr | Titel                                       | Interpret                         | Funktion                   |
| ---- | ------------------------------------------- | --------------------------------- | -------------------------- |
| 2007 | Dance Dance                                 | Tune Up! feat. Andy Lopez         | Co-Komponist, Co-Produzent |
| 2002 | Dancing with Tears in My Eyes (Yanou Remix) | Natalie                           | Co-Produzent               |
| 2009 | Dangerous                                   | Cascada                           | Co-Komponist, Co-Produzent |
| 2007 | De Janeiro                                  | R.I.O.                            | Co-Produzent               |
| 2002 | Die Liebe                                   | Yanou                             | Komponist, Produzent       |
| 2005 | Don’t Mess with My Love                     | Yam Foundation feat. Irvin Doomes | Co-Komponist, Co-Produzent |
| 2012 | Don’t Stop the Dancing                      | Manian feat. Carlprit             | Co-Komponist               |
| 2009 | Draw the Line                               | Cascada                           | Co-Komponist, Produzent    |
| 2003 | Dreamer (Yanou Remix)                       | Phoenix 2003                      | Co-Produzent               |
| 2004 | Drifting Away                               | Manyou                            | Co-Komponist               |

## E
| Jahr | Titel                      | Interpret | Funktion                   |
| ---- | -------------------------- | --------- | -------------------------- |
| 2005 | Endless Summer             | Siria     | Co-Komponist, Co-Produzent |
| 2007 | Endless Summer             | Cascada   | Co-Komponist, Co-Produzent |
| 2011 | Enemy                      | Cascada   | Co-Komponist, Co-Produzent |
| 2005 | Eternity                   | Krystal   | Co-Komponist               |
| 2009 | Evacuate the Dancefloor    | Cascada   | Co-Komponist, Co-Produzent |
| 2009 | Everytime I Hear Your Name | Cascada   | Co-Komponist, Co-Produzent |
| 2005 | Everytime We Touch         | Cascada   | Co-Produzent               |

## F
| Jahr | Titel                                   | Interpret     | Funktion                   |
| ---- | --------------------------------------- | ------------- | -------------------------- |
| 2008 | Faded                                   | Cascada       | Co-Produzent               |
| 2009 | Fever                                   | Cascada       | Co-Komponist, Co-Produzent |
| 2004 | Fly Away (La serenissima) (Yanou Remix) | Magic Affair  | Co-Produzent               |
| 1997 | Follow Me                               | Blu Mex       | Co-Komponist               |
| 2007 | Freakshow                               | M.Y.C.        | Co-Komponist, Co-Produzent |
| 2004 | Frosch im Karpfenteich                  | Die Lollipops | Co-Komponist               |

## G
| Jahr | Titel    | Interpret | Funktion     |
| ---- | -------- | --------- | ------------ |
| 2013 | Glorious | Cascada   | Co-Komponist |

## H
| Jahr | Titel                      | Interpret                 | Funktion                   |
| ---- | -------------------------- | ------------------------- | -------------------------- |
| 2012 | Hands Up Forever           | Manian                    | Co-Komponist               |
| 2001 | Heaven                     | DJ Sammy & Yanou feat. Do | Co-Produzent               |
| 2010 | Heaven                     | ItaloBrothers vs. Manian  | Co-Produzent               |
| 2011 | Heaven Is a Place on Earth | U-Jean feat. Carlprit     | Co-Produzent               |
| 2007 | He’s All That              | Cascada                   | Co-Komponist, Co-Produzent |
| 2008 | Hold Me Tonight            | Manian                    | Co-Produzent               |
| 2009 | Hold On                    | Cascada                   | Co-Produzent               |
| 2009 | Hold Your Hands Up         | Cascada                   | Co-Komponist, Produzent    |
| 2010 | Hot Girl                   | R.I.O.                    | Co-Komponist, Co-Produzent |
| 2005 | How Do You Do              | Cascada                   | Co-Produzent               |
| 2011 | Hungover                   | Cascada                   | Co-Komponist, Co-Produzent |

## I
| Jahr | Titel                   | Interpret              | Funktion                   |
| ---- | ----------------------- | ---------------------- | -------------------------- |
| 2005 | I Can’t Stand It        | Danielle Paris         | Co-Komponist, Co-Produzent |
| 2006 | I Wanna Be Your Star    | Marco Juliano          | Co-Komponist               |
| 2005 | I Will Believe It       | Siria                  | Co-Komponist, Co-Produzent |
| 2007 | I Will Believe It       | Cascada                | Co-Komponist, Co-Produzent |
| 2013 | Ibiza                   | Nicco feat. Ribellu    | Co-Komponist               |
| 2004 | I’m Alive               | Phalanx                | Co-Komponist               |
| 2013 | I’m in Love with the DJ | Manian                 | Co-Komponist               |
| 2004 | Ich wär’ so gern wie Du | Die Lollipops          | Co-Produzent               |
| 2011 | Independence Day        | Cascada feat. Carlprit | Co-Komponist, Co-Produzent |
| 2010 | It Must Have Been Love  | ItaloBrothers          | Co-Produzent               |

## J
| Jahr | Titel                         | Interpret           | Funktion                   |
| ---- | ----------------------------- | ------------------- | -------------------------- |
| 2012 | Je ne sais pas                | Azuro feat. Elly    | Co-Komponist               |
| 2006 | Jump                          | Cerla vs. Manian    | Co-Komponist, Co-Produzent |
| 2013 | Just Another Night (Anthem 4) | Manian & Floorfilla | Co-Komponist               |
| 2007 | Just Like a Pill              | Cascada             | Co-Produzent               |
| 2002 | Just More (Yanou Radio Mix)   | Miss Shiva feat. K  | Co-Produzent               |

## K
| Jahr | Titel             | Interpret       | Funktion     |
| ---- | ----------------- | --------------- | ------------ |
| 2003 | Keep Me in Line   | Dewi            | Co-Produzent |
| 2006 | Kids in America   | Cascada         | Co-Produzent |
| 2007 | King of My Castle | Yanou feat. Liz | Co-Produzent |

## L
| Jahr | Titel                   | Interpret                   | Funktion                   |
| ---- | ----------------------- | --------------------------- | -------------------------- |
| 2013 | Last Breath             | Angel                       | Co-Komponist, Co-Produzent |
| 2007 | Last Christmas          | Cascada                     | Co-Produzent               |
| 2011 | Lay Down                | R.I.O.                      | Co-Komponist, Co-Produzent |
| 1997 | Le disc jockey          | Encore!                     | Co-Produzent               |
| 2005 | Learning to Fly (Again) | Groove Deluxe               | Co-Produzent               |
| 2003 | Left of Center          | Dewi                        | Co-Produzent               |
| 2012 | Let Out Da Freak        | Spencer & Hill feat. Mimoza | Co-Komponist               |
| 2010 | Like I Love You         | R.I.O.                      | Co-Komponist, Co-Produzent |
| 2013 | Living in Stereo        | R.I.O.                      | Co-Komponist, Co-Produzent |
| 2010 | Loco                    | Manian                      | Co-Komponist, Co-Produzent |
| 2006 | Love Again              | Cascada                     | Co-Komponist, Co-Produzent |
| 2010 | Love Is on Fire         | ItaloBrothers               | Co-Produzent               |

## M
| Jahr | Titel            | Interpret               | Funktion                   |
| ---- | ---------------- | ----------------------- | -------------------------- |
| 2014 | Madness          | Cascada feat. Tris      | Co-Komponist               |
| 2011 | Mambotero        | King & White feat. Dana | Co-Komponist               |
| 2013 | Megamix          | R.I.O.                  | Co-Komponist               |
| 2013 | Milky Way        | LaSelva feat. Cristobal | Co-Komponist               |
| 2004 | Miracle          | Cascada                 | Co-Komponist, Co-Produzent |
| 2011 | Miss Sunshine    | R.I.O.                  | Co-Komponist, Co-Produzent |
| 2007 | Moonlight Shadow | ItaloBrothers           | Co-Produzent               |

## N
| Jahr | Titel          | Interpret            | Funktion                   |
| ---- | -------------- | -------------------- | -------------------------- |
| 2010 | Night Nurse    | Cascada feat. R.I.O. | Co-Komponist, Co-Produzent |
| 2005 | Noche del amor | Andy Lopez           | Co-Komponist, Co-Produzent |
| 2003 | Not Around     | Jim                  | Co-Produzent               |

## O
| Jahr | Titel              | Interpret              | Funktion                   |
| ---- | ------------------ | ---------------------- | -------------------------- |
| 2004 | Odysee             | Scarf!                 | Co-Komponist, Co-Produzent |
| 2002 | On & On            | Yanou pres. Do         | Co-Komponist, Co-Produzent |
| 1997 | On y va            | Beam & Yanou           | Co-Komponist, Co-Produzent |
| 2010 | One Heart          | R.I.O.                 | Co-Komponist, Co-Produzent |
| 2014 | One in a Million   | R.I.O. feat. U-Jean    | Co-Komponist               |
| 2006 | One More Night     | Cascada                | Co-Komponist, Co-Produzent |
| 2013 | One More Night     | Chälly-Buebe           | Co-Komponist               |
| 2011 | Open Up Your Heart | R.I.O.                 | Co-Komponist, Co-Produzent |
| 2011 | Original Me        | Cascada                | Co-Komponist, Co-Produzent |
| 2010 | Outta My Head      | Darren Styles & Manian | Co-Komponist               |

## P
| Jahr | Titel                     | Interpret                                             | Funktion                   |
| ---- | ------------------------- | ----------------------------------------------------- | -------------------------- |
| 1998 | Paraiso                   | Beam & Yanou                                          | Co-Komponist, Co-Produzent |
| 2012 | Party Shaker              | R.I.O. feat. Nicco                                    | Co-Komponist, Co-Produzent |
| 2012 | Party Shaker              | Elena Spoerl (Songtitel: Der Lachsack)                | Co-Komponist               |
| 2012 | Party Shaker              | Die Schlümpfe (Songtitel: Wir tanzen durch den Regen) | Co-Komponist               |
| 2006 | Passion (Club Mix)        | Ic3m4n feat. Andy Lopez                               | Co-Komponist               |
| 2007 | Perfect Day               | Cascada                                               | Co-Komponist, Co-Produzent |
| 2004 | Piece of Heaven           | Akira                                                 | Co-Komponist               |
| 2005 | Por que no                | United Beats                                          | Co-Komponist, Co-Produzent |
| 2010 | Put Your Hands in the Air | ItaloBrothers                                         | Co-Produzent               |
| 2010 | Pyromania                 | Cascada                                               | Co-Komponist, Co-Produzent |

## R
| Jahr | Titel                   | Interpret              | Funktion                   |
| ---- | ----------------------- | ---------------------- | -------------------------- |
| 2007 | R.I.O.                  | R.I.O.                 | Co-Komponist, Co-Produzent |
| 2010 | Radio Hardcore          | ItaloBrothers          | Co-Produzent               |
| 2000 | Rainbow of Mine         | Beam & Yanou           | Co-Komponist, Co-Produzent |
| 2004 | Ravers Fantasy          | Tune Up!               | Co-Komponist               |
| 2009 | Ravers in the UK        | Manian                 | Co-Komponist, Co-Produzent |
| 2006 | Reactivate Planet Earth | M.Y.C.                 | Co-Komponist, Co-Produzent |
| 2006 | Ready for Love          | Cascada                | Co-Komponist, Co-Produzent |
| 2009 | Ready or Not            | Cascada                | Co-Komponist, Co-Produzent |
| 2013 | Ready or Not            | R.I.O. feat. U-Jean    | Co-Komponist, Co-Produzent |
| 2005 | Reason                  | Diamond                | Co-Komponist, Co-Produzent |
| 2007 | Ride on Time            | Dancetech vs. Tune Up! | Co-Komponist, Co-Produzent |
| 2012 | Rising                  | Ryan Thistlebeck       | Co-Komponist               |
| 2005 | Rock                    | M.Y.C.                 | Co-Komponist               |
| 2007 | Runaway                 | Cascada                | Co-Komponist, Co-Produzent |

## S
| Jahr | Titel                    | Interpret            | Funktion                   |
| ---- | ------------------------ | -------------------- | -------------------------- |
| 2011 | San Francisco            | Cascada              | Co-Komponist, Co-Produzent |
| 2011 | Serenade                 | R.I.O.               | Co-Produzent               |
| 2004 | Sex in the Club          | Flashrider           | Co-Produzent               |
| 2003 | She Cries a Rainbow      | Jim                  | Co-Produzent               |
| 2003 | She’s Gone               | Jim                  | Co-Produzent               |
| 2008 | Shine On                 | R.I.O.               | Co-Komponist, Co-Produzent |
| 2011 | Sinner on the Dancefloor | Cascada              | Co-Komponist, Co-Produzent |
| 2007 | Sk8ter Boy               | Cascada              | Co-Produzent               |
| 2009 | So Small                 | ItaloBrothers        | Co-Produzent               |
| 2011 | Something About You      | R.I.O. feat. Liz Kay | Co-Komponist, Co-Produzent |
| 2003 | Sometimes (Yanou Remix)  | Vintage Beat         | Co-Produzent               |
| 2000 | Sound of Love            | Beam & Yanou         | Co-Komponist, Co-Produzent |
| 2011 | Stalker                  | Cascada              | Co-Komponist, Co-Produzent |
| 2009 | Stamp on the Ground      | ItaloBrothers        | Co-Produzent               |
| 2003 | Star                     | Plazma Tek           | Co-Komponist               |
| 2004 | Start the Game           | Tune Up!             | Co-Komponist               |
| 2007 | Suenos                   | M.Y.C.               | Co-Komponist, Co-Produzent |
| 2012 | Summer Jam               | R.I.O. feat. U-Jean  | Co-Produzent               |
| 2012 | Summer of Love           | Cascada              | Co-Komponist, Co-Produzent |
| 2011 | Summer Rain              | Joaa                 | Co-Komponist               |
| 2005 | Supermind                | Dynamik Freaks       | Co-Komponist, Co-Produzent |

## T
| Jahr | Titel                       | Interpret                                      | Funktion                   |
| ---- | --------------------------- | ---------------------------------------------- | -------------------------- |
| 2004 | Take Me Home                | Manyou                                         | Co-Komponist, Co-Produzent |
| 2003 | Tell Her                    | Jim                                            | Co-Komponist               |
| 2003 | Ten Steps Back              | Jess                                           | Co-Produzent               |
| 2001 | The Blue                    | DJ Sammy & Yanou feat. Do                      | Co-Komponist, Co-Produzent |
| 2001 | The Free Fall               | Beam & Yanou                                   | Co-Komponist, Co-Produzent |
| 2003 | The Greatest Christmas Gift | Jim                                            | Co-Produzent               |
| 2010 | The Moon                    | ItaloBrothers                                  | Co-Produzent               |
| 1997 | The Ride                    | Helios                                         | Co-Komponist               |
| 2013 | The World Is in My Hands    | Cascada                                        | Co-Komponist               |
| 2011 | Ti amo                      | Azuro feat. Elly                               | Co-Komponist, Co-Produzent |
| 2011 | Toca me                     | Azuro feat. Elly                               | Co-Komponist, Co-Produzent |
| 2013 | Tonight                     | Manian & Nicco                                 | Co-Komponist               |
| 2006 | Truly Madly Deeply          | Cascada                                        | Co-Produzent               |
| 2011 | Turn This Club Around       | R.I.O. feat. U-Jean                            | Co-Komponist, Co-Produzent |
| 2011 | Turn This Club Around       | Die Schlümpfe (Songtitel: Der Schlumpfensound) | Co-Komponist               |

## U
| Jahr | Titel            | Interpret              | Funktion                   |
| ---- | ---------------- | ---------------------- | -------------------------- |
| 2010 | Underwater World | ItaloBrothers          | Co-Produzent               |
| 2011 | Unspoken         | Cascada feat. Carlprit | Co-Komponist, Co-Produzent |
| 2010 | Upside Down      | ItaloBrothers          | Co-Produzent               |

## W
| Jahr | Titel                         | Interpret                              | Funktion                   |
| ---- | ----------------------------- | -------------------------------------- | -------------------------- |
| 2011 | Watching You                  | R.I.O. feat. Liz Kay                   | Co-Komponist, Co-Produzent |
| 2013 | We Don’t Care                 | Manian                                 | Co-Komponist               |
| 2009 | Welcome to the Club           | Manian                                 | Co-Komponist               |
| 2004 | What a Good Man               | Millane Fernandez                      | Co-Komponist               |
| 2009 | What About Me                 | Cascada                                | Co-Komponist, Co-Produzent |
| 2007 | What Do You Want from Me?     | Cascada                                | Co-Komponist, Co-Produzent |
| 2007 | What Hurts the Most           | Cascada                                | Co-Produzent               |
| 2006 | What Up!                      | M.Y.C.                                 | Co-Komponist, Co-Produzent |
| 2007 | When Love Becomes a Lie       | Liz Kay                                | Co-Komponist               |
| 2007 | When Love Becomes a Lie       | Sha-Na (Songtitel: Van hart naar hart) | Co-Komponist               |
| 2008 | When the Sun Comes Down       | R.I.O.                                 | Co-Komponist, Co-Produzent |
| 2010 | Where Are You Now             | ItaloBrothers                          | Co-Produzent               |
| 2007 | Who Do You Think You Are?     | Cascada                                | Co-Komponist, Co-Produzent |
| 2003 | Why                           | Jim                                    | Co-Produzent               |
| 2009 | Why You Had to Leave          | Cascada                                | Co-Komponist, Co-Produzent |
| 2003 | Wind of Change (Extended Mix) | Illusion                               | Co-Produzent               |
| 2006 | Wouldn’t It Be Good           | Cascada                                | Co-Produzent               |

## Y
| Jahr | Titel                                                    | Interpret     | Funktion     |
| ---- | -------------------------------------------------------- | ------------- | ------------ |
| 2002 | Sometimes (Yanou Remix)                                  | Vintage Beat  | Co-Produzent |
| 2003 | You & Me                                                 | Jim           | Co-Komponist |
| 2003 | You Need Love                                            | Jim           | Co-Produzent |
| 2003 | You’re My Heart, You’re My Soul (Yanou’s Party on Remix) | Bolenski Beat | Co-Produzent |